# Bahnhof Berlin-Wedding
Bahnhof Berlin-Wedding är en pendeltågsstation i stadsdelen Wedding i Berlin och en tunnelbanestation i Berlins tunnelbana. Stationen öppnades 1872 för tågtrafik på Berlins ringbana och 1923 för tunnelbanan. S-Bahnstationen stängdes 1980 efter en strejk, men öppnades åter 2002 efter upprustning. Från 2025 ska stationen få en förbindelse till Berlin Hauptbahnhof via City-S-Bahn.

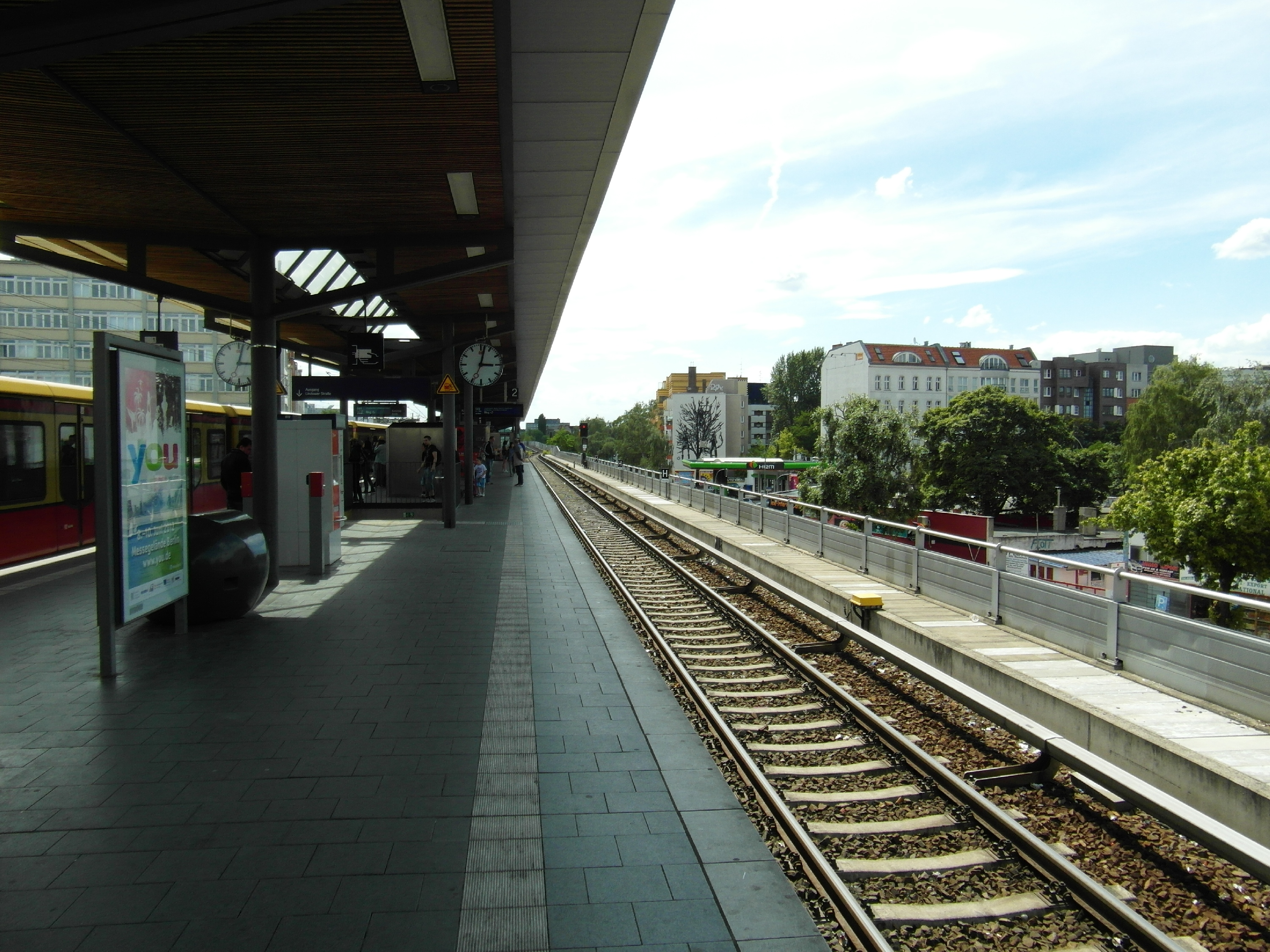
Wedding station för pendeltåg
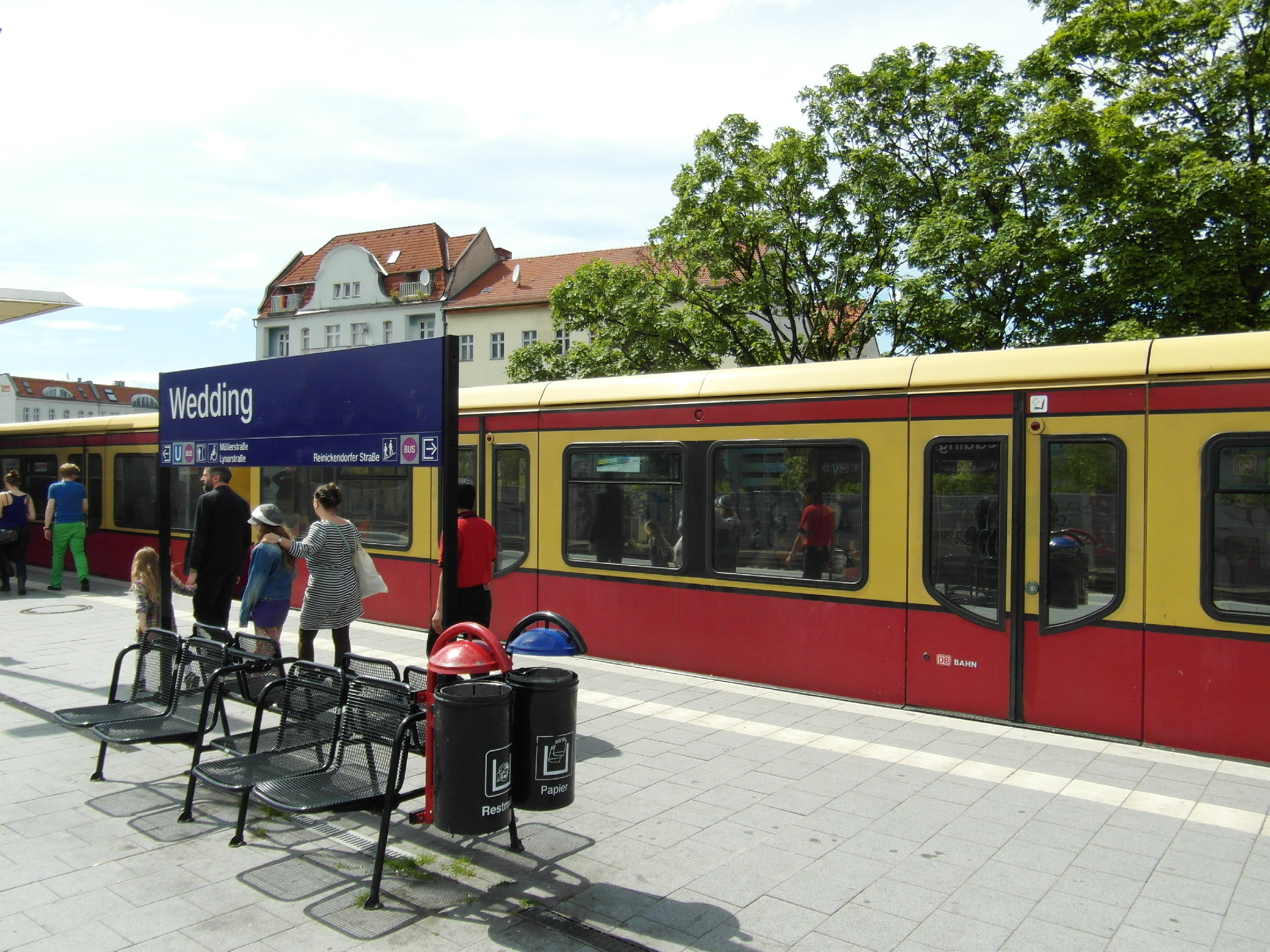
Wedding station
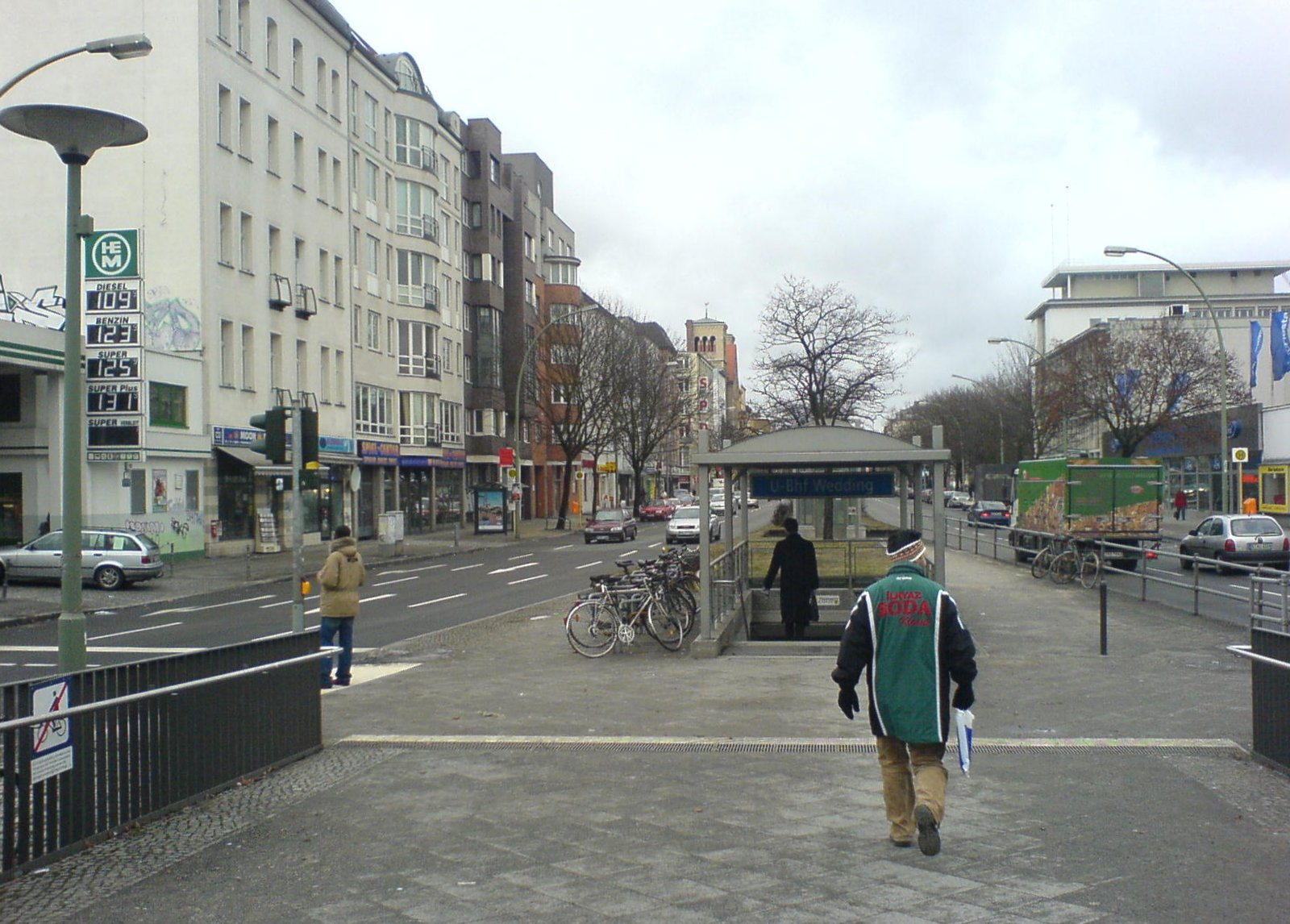
Entre till Wedding tunnelbanestation
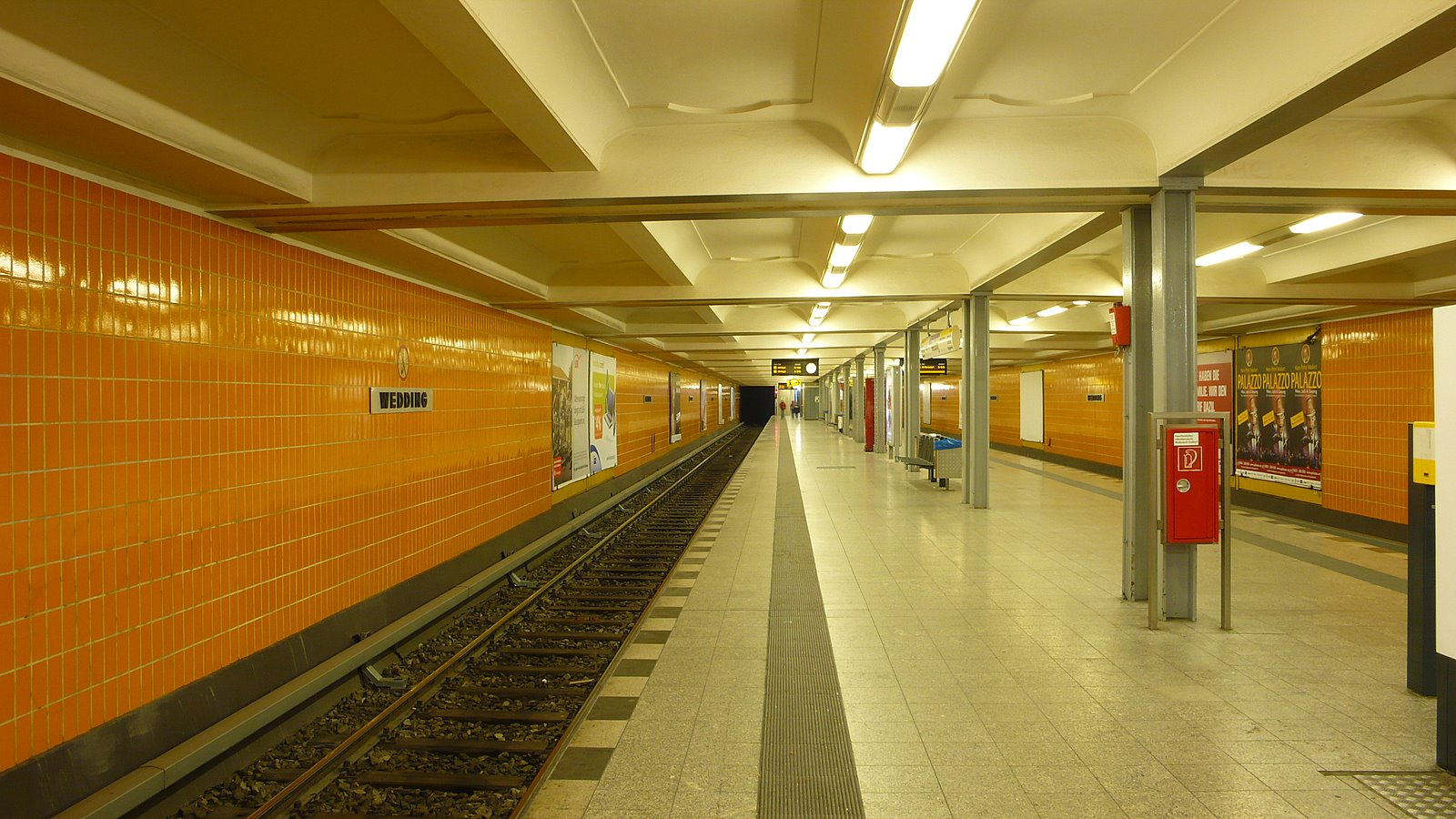
Wedding station tunnelbana linje